# Programme de recherche
Un programme de recherche est une théorie en philosophie des sciences. Mis en pratique, c'est aussi un ensemble d'opérations de recherches qui doivent être coordonnées pour qu'elles soient cohérentes, en organisant l'activité de plusieurs chercheurs. Chaque programme s'étale sur plusieurs années et permet la rédaction d'une ou plusieurs publications scientifiques. Il s'agit d'un plan d'ensemble.

## Présentation

### Théories de la recherche en philosophie des sciences
Un programme de recherche est un réseau professionnel de scientifiques menant des recherches fondamentales. Le terme a été utilisé par Imre Lakatos en tant que philosophe des sciences pour regrouper deux modèles déjà théorisés. En premier lieu, le modèle normatif de la science proposé par Karl Popper dans La Logique de la découverte scientifique et dans lequel il développe le concept de réfutabilité ; puis le modèle descriptif de la science proposé par Thomas Kuhn dans La Structure des révolutions scientifiques où il expose les concepts de science normale et de changement de paradigme. L'extension des théories du programme de recherche à de nouveaux domaines constitue un progrès théorique, et la corroboration expérimentale de ces théories constitue un progrès empirique.
Imre Lakatos tenta d'expliquer le travail de Popper en affirmant que la science progresse par des réfutations au sein de programmes de recherche plutôt que par de grandes « expériences cruciales de réfutation » entre deux programmes de recherche.

### Mise en pratique: exemples de programmes de recherche
- Programme de recherche japonais sur les baleines
- Programme de recherche en astrogéologie
- U.S. Global Change Research Program
- Programme mondial de recherches sur le climat / Programme mondial sur le climat
- World Weather Attribution
- Biolinguistique
- Alberta Hail Project
- Mistrals